# Singed (film)

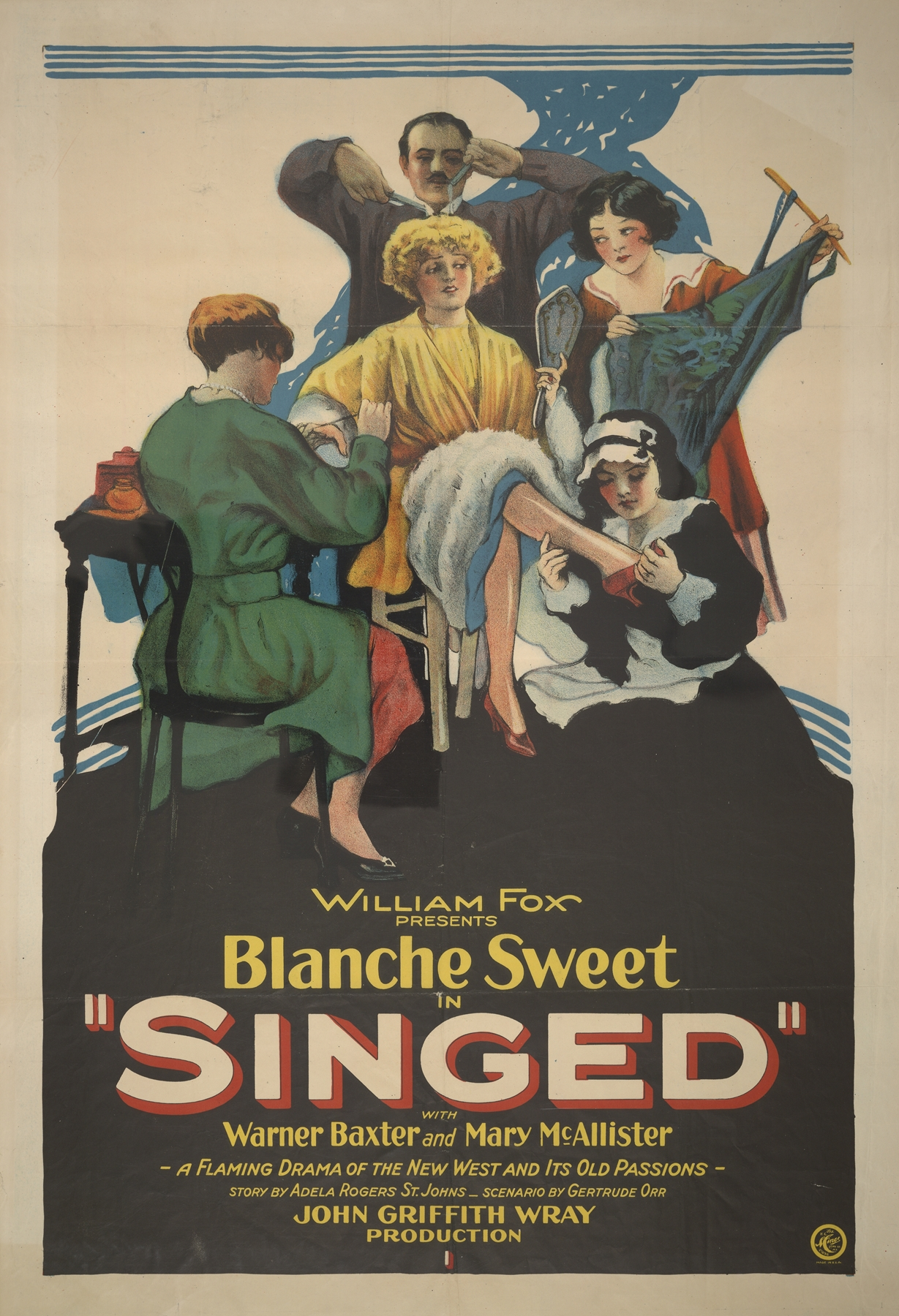
Affiche du film.

Singed est un film américain réalisé par John Griffith Wray et sorti en 1927.

## Fiche technique
- Réalisation : John Griffith Wray
- Scénario : Gertrude Orr d'après Love o' Women d'Adela Rogers St. Johns
- Producteur : William Fox
- Photographie : Charles G. Clarke
- Distributeur : Fox Film Corporation
- Pays de production :  États-Unis
- Durée : 6 bobines[1]
- Dates de sortie :
  - États-Unis : 11 juillet 1927 (New York)
  - États-Unis : 23 août 1927

## Distribution
- Blanche Sweet : Dolly Wall
- Warner Baxter : Royce Wingate
- James Wang : Wong
- Alfred Allen : Jim
- Clark Comstock : Wes Adams
- Howard Truesdale : Indian Agent
- Claude King : Ben Grimes
- Ida Darling : Mrs. Eleanor Cardigan
- Mary McAllister : Amy Cardigan
- Edwards Davis : Howard Halliday
- Edgar Norton : Ernie Whitehead